# 小田健作
小田 健作（おだ けんさく、1888年（明治21年)4月4日 - 1943年（昭和18年)1月21日）は、日本の陸軍軍人。最終階級は陸軍中将。

## 経歴
福岡県出身。1938年8月1日に歩兵第50連隊長に、1940年8月1日には第26歩兵団長へ就任した。1941年9月1日に豊橋陸軍予備士官学校長となり、同時に豊橋陸軍教導学校長も務めた。
太平洋戦争勃発後の1942年12月14日、彼は日本軍によるポートモレスビー作戦中のニューギニア島へ派遣され、戦死した南海支隊長堀井富太郎陸軍少将の後任に就いた。このとき東部ニューギニアにいた南海支隊は支援部隊が到達できず、撤退もできない窮地に立っていた。第18軍から撤退命令を受けた彼は、南海支隊の残存兵力で敵の前線を突破し、クムシ河へ抜け撤退する強硬手段に出た。しかし先に撤退した独立工兵第15連隊や独立混成第21旅団が既に舟艇すべてを使用してしまったため、南海支隊幹部は撤退に失敗した。1943年1月21日、彼は撤退の際置き去りにした傷病兵らと最期を迎える決意をし、地面にマントを敷いた後、参謀附の富田義信中佐とともに拳銃で自決した。死後陸軍中将へ昇進した。

## 栄典
勲章
- 1941年（昭和16年）4月11日 - 勲二等瑞宝章[4]